# Château de Beauregard (Haute-Savoie)
Pour les articles homonymes, voir Château de Beauregard.
Le château de Beauregard est une ancienne maison forte, du XIIIe siècle, qui se dresse sur la commune de Saint-Jeoire-en-Faucigny dans le département de la Haute-Savoie en région Auvergne-Rhône-Alpes.

## Situation
Le château de Beauregard est situé dans le département français de la Haute-Savoie sur la commune de Saint-Jeoire-en-Faucigny, sur une terrasse à 400 mètres au nord-ouest du bourg sur le versant oriental du massif de l'Herbette, au pied des Brasses.

## Historique
L'historique du château, intimement liée à celle de la famille de La Fléchère, vassale des sires de Faucigny, probablement originaire d'Écosse, citée au XIIe siècle, à celle du Faucigny et des États de Savoie en général, a été très mouvementée. Incendié et pillé plusieurs fois, notamment par les troupes de Genève ou à la révolution française, son intérieur dut être entièrement reconstruit à plusieurs reprises, les murs restant cependant en place. Des témoins de ces reconstructions subsistent encore, notamment une fenêtre à meneau murée située sous le crépi de la façade sud, dont l'emplacement témoigne du positionnement différent des étages à l'époque de sa construction.
Le château a été dressé au XIIe siècle par la famille de La Fléchère.
La bande de peinture blanche située sous les toitures commémore la participation d'un membre de cette famille à la « croisade » du Comte Vert, Amédée VI de Savoie en 1366. Il est incendié en 1589 lors de l'invasion bernoise et restauré par la suite.
Le château est resté au sein de la famille de La Fléchère de Beauregard jusqu'en 2004, soit pendant huit siècles, date où son propriétaire en fait don au diocèse d'Annecy qui le confie à une communauté religieuse charismatique se voulant d'inspiration franciscaine, la Fraternité Eucharistein, en 2008.

## Description
Le château de Beauregard se présente sous la forme d'une enceinte flanquée enserrant une maison forte et dont il subsiste des parties XIIe siècle ? XIIIe et XIVe siècles[pas clair].
La fonction originelle du château, en plus de l'habitation, consistait à défendre le bourg de Saint-Jeoire-en-Faucigny. Il s'agissait alors d'un simple donjon rectangulaire aux murs de 1,20 mètre d'épaisseur environ, qui constitue encore aujourd'hui le corps principal du château.
Les autres parties du bâtiment y furent ajoutées au fur et à mesure de l'histoire et de l'évolution des besoins des seigneurs de La Fléchère ; à commencer par la tour de l'escalier, bâtie au XIVe siècle, comprenant un escalier aux marches de marbre brut. C'est à cette même époque que furent construits les murs d'enceinte et les quatre tours situées aux angles, dont seules trois subsistent aujourd'hui. Les autres parties du bâtiment, sans usage militaire, furent ajoutées au cours des époques successives, jusqu'à la « loggia » (en réalité une pièce largement vitrée) située au premier étage sur la face nord, bâtie au début du XXe siècle.
La tour située à l'angle nord-ouest du château, qui servait de chapelle, est décorée de fresques, recouvertes d'un enduit rose dans la seconde moitié du XXe siècle.
La maison située à l'est du château fut construite pour servir de remise au XVe siècle.
Les murs d'enceinte ont été abattus au cours du XIXe siècle pour laisser passer la lumière dans les anciennes caves, transformées alors en pièces d'habitation.
La terrasse crénelée et munie de tourelles, située au sud du château, face au bourg, n'a jamais eu aucune fonction militaire ; elle fut construite au XVIIe siècle pour supporter un parterre, rasé au début des années 1970.